# Polpoda
Polpoda là một chi gồm các loài thực vật có hoa nằm trong họ Molluginaceae, được Carl Bořivoj Presl mô tả đầu tiên năm 1829.

## Các loài
Chi này bao gồm 2 loài đặc hữu Nam Phi. Danh sách dưới đây lấy theo danh sách loài của The Plant List, Thulin et al. (2016):
- Polpoda capensis C.Presl, 1829
- Polpoda stipulacea (F.M.Leight.) Adamson, 1955